# 三哩島核電廠
三哩島核電廠（英語：Three Mile Island Nuclear Generating Station）是美國一座核電廠，位於賓夕法尼亞州哈里斯堡南面薩斯奎漢納河三哩島（NPP）。

## 介绍
三里岛核电站具有两个压水反应堆机组。

### 1号机组（TMI-1）
- 开始运营：1974年6月19日
- 停止发电：2019年9月20日

### 2号机组（TMI-2）
- 开始运营：1978年12月30日
- 发生事故：1979年3月28日

## 历史
三哩岛核电站始建于1968年，并于1974年9月2日并网发电。

### 三哩岛核泄漏事故
1979年3月28日，二號反應爐发生堆芯熔毁事故，该起事故按国际核事件分级评为第5级，是美国史上最严重的核事故。
根據美國核能管理委員會(NRC)的調查，事故沒有導致人員死亡或受傷。後續流行病學研究也未發現癌症病例。二號反應爐於事故後已停用，一號機仍繼續使用，運轉執照有效期至2034年。事故发生后，TMI-2的绝大部分燃料和损坏的反应堆堆芯材料被移除，并运到美国能源部的爱达荷州国家实验室，但現場尚未退役。 1998年7月，Amergen能源公司（現為艾索倫電力公司（Exelon Generation））同意以1億美元購買通用公用事業公司的TMI。
NRC定義了核電站周圍的兩個應急計劃區：半徑為10英里（16）的羽流暴露路徑區，主要涉及暴露於和吸入空氣中的放射性污染物，以及攝入通道區約為50英里（80），主要關注攝入食物和被放射性污染的液體。
根據美國人口普查數據msnbc.com的分析，三里島10英里（16）以內的2010年美國人口為211,261人，十年來增長了10.9％。50英里（80）範圍內的2010年美國人口為2,803,322人，比2000年增長10.3％。50英里以內的城市包括哈里斯堡（距市中心12英里），約克（距市中心13英里），蘭開斯特（距市中心24英里）。
於2017年5月30日，宣布由於經營該電廠的成本高昂，TMI將於2019年停止經營。
2019年9月20日，因虧損連連，且美國賓州政府拒絕發放補助後，艾索倫電力公司随即停止發電並停止營業，正式將三哩島核電廠營運畫下句點，業者預計要到 2078 年才能清除放射物質完全除役，而因發生意外爐心已溶解移除的二號反應爐則預計 2036 年即可復舊。
然而，TMI-1的擁有者Constellation Energy（2022年自艾索倫電力公司之電廠事業體獨立）於2024年9月20日宣布將投入16億美元，重啟該反應爐，預計2028年開始恢復運作。屆時該電廠輸出的能源都將售予微軟，該公司與電廠簽訂了20年期的合約，支援該公司發展網路與數據中心所需之能源。